# Arsenal FC
Arsenal Football Club, cunoscut și ca Arsenal Londra sau Arsenal, este un club de fotbal profesionist din nordul Londrei. Clubul este cunoscut lumii fotbalului sub porecla "The Gunners (Tunarii)". Evoluează în Premier League și este unul dintre cele mai de succes cluburi de fotbal din Anglia, câștigând de 13 ori campionatul național (Footbal League și Premier League) și de paisprezece ori Cupa Angliei.
Clubul Arsenal a fost fondat în octombrie 1886, însă cu toate acestea, a câștigat primul trofeu important abia în anii '30. După o perioadă de declin după al doilea război mondial, a devenit al doilea club din secolul XX care a câștigat o dublă (atât campionatul cât și cupa Angliei), în sezonul 1970-71, iar în ultimii douăzeci de ani a fost unul dintre cele mai importante cluburi din fotbalul englez - în acest timp, Arsenal a câștigat încă două duble, titlul de campioană în anul 2004 fără a fi învinsă iar în sezonul 2005-2006 de Liga Campionilor a devenit prima echipă din Londra care ajunge în finală.
Tradițional, culorile clubului sunt roșu și alb, cu toate că acestea au evoluat de-a lungul istoriei. De asemenea clubul și-a schimbat locația; clubul a fost fondat inițial în Woolwich, în sud-estul Londrei, însă în anul 1913 s-a mutat în nordul orașului, la Stadionul Arsenal, în districtul Highbury. În anul 2006 clubul a fost mutat pe stadionul actual, Emirates. 
Arsenal are o bază de suporteri mare, și este în rivalitate cu câteva alte cluburi; cea mai notabilă este cea cu vecinii Tottenham Hotspur, meciul dintre cele două echipe numindu-se Derby-ul din Nordul Londrei. Arsenal este unul dintre cele mai bogate cluburi din fotbalul englez (în 2007 valora 600 de milioane de lire sterline) iar echipa feminină de fotbal (Arsenal Ladies) este cea mai titrată echipă de fotbal feminin din Anglia.

## Istorie

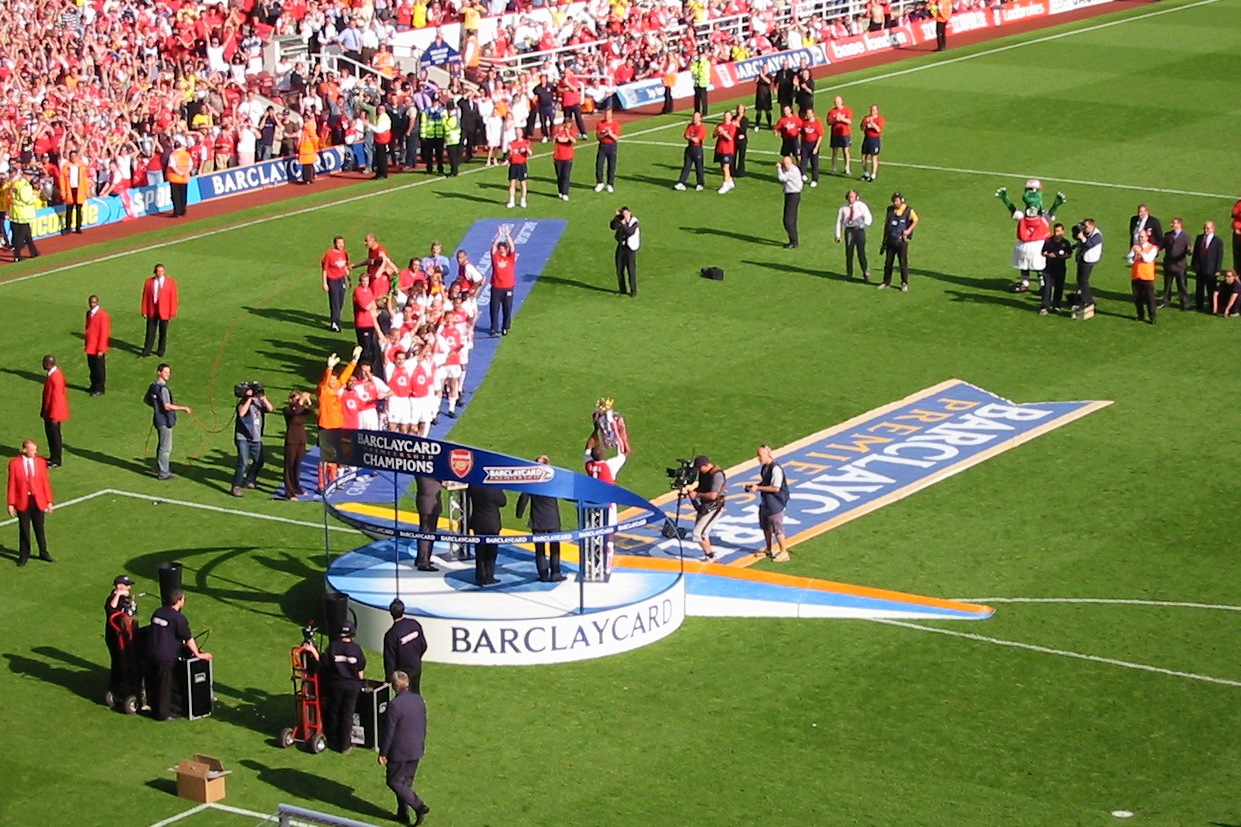
Căpitanul Patrick Vieira ridicând trofeul Premier League, în anul 2004

Arsenal a fost fondat în anul 1886 sub numele de Dial Square de către muncitorii fabricii de armament „Royal Arsenal” din Woolwich, însă, după puțin timp, și-a schimbat numele în Royal Arsenal. Și-a schimbat numele din nou în Woolwich Arsenal după ce a devenit un club profesionist, în anul 1891. S-a înscris în Football League în 1893, începând competiția în divizia a doua, reușind promovarea în sezonul 1904. Totuși, izolarea geografică a stadionului a avut ca rezultat un număr redus de spectatori la meciurile jucate pe teren propriu, lucru ce a dus la probleme financiare și chiar la faliment, în sezonul 1910, an în care clubul a fost preluat de omul de afaceri Henry Norris. Norris a căutat să mute clubul în altă locație, iar în 1913, imediat după retrogradarea clubului în divizia secundă, Arsenal s-a mutat pe noul Stadion Arsenal din Highbury, nordul Londrei; au renunțat la cuvântul Woolwich din numele oficial anul următor. În anul 1919, chiar dacă Arsenal a terminat campionatul pe poziția a cincea în divizia secundă, clubul a fost ales pentru a promova în prima ligă, în locul clubului Tottenham Hotspur, prin metode dubioase.
În 1925, Arsenal l-a angajat pe Herbert Chapman ca manager. Chapman câștigase deja de două ori campionatul cu Huddersfield Town în sezoanele 1923-24 și 1924-25. Tacticile și antrenamentele sale revoluționare, împreună cu aducerea unor jucători importanți la echipă, precum Alex James sau Cliff Bastin, au dus la formarea echipei care a dominat fotbalul englez în anii '30. Sub comanda sa, Arsenal a câștigat primele trofee majore din istorie - o Cupă FA în 1930 și două campionate naționale, în 1931 și 1933. De asemensea, datorită lui Chapman, în 1932, stația de metrou „Gillespie Road” a fost denumită „Arsenal tube station” (română Stația de metrou Arsenal).
Chapman a murit de penumonie la începutul anului 1934, însă Joe Shaw și George Allison au continuat parcursul de succes al echipei. Sub comanda celor doi, Arsenal a mai câștigat trei campionate (1933-34, 1934-35 și 1937–38) și Cupa Angliei (1935–36). Din păcate pentru club, sfârșitul deceniului a însemnat și sfârșitul perioadei de succes a clubului, odată cu izbucnirea celui de-al doilea război mondial (lucru care a însemnat și suspendarea competițiilor fotbalistice din Anglia).
După război, sub comanda succesorului lui Allison, Tom Whittaker, Arsenal a cunoscut o nouă perioadă de succes, câștigând campionatul în sezonul 1947-48 și 1952-53 și Cupa Angliei în sezonul 1949-50. Totuși, după aceste rezultate, această perioadă bună s-a încheiat; fiind incapabil să achiziționeze jucători de calibru, precum cei din anii '30, clubul și-a petrecut majoritatea sezoanelor din anii 50' și '60 în mediocritate.  
În anul 1966, printr-o mutare surprinzătoare, Arsenal l-a numit pe fizioterapeutul clubului, Bertie Mee, ca manager. După ce au pierdut două finale ale Cupei Ligii, clubul a câștigat primul său trofeu european, Cupa Târgurilor, în sezonul 1969–70. Acest succes a fost urmat de un triumf și mai mare: prima dublă (câștigarea atât a campionatului cât și a cupei), în sezonul 1970-71. Arsenal a terminat sezonul 1972–73 pe poziția secundă, a pierdut trei cupe (1971-72, 1977-78 și 1979–80) și Cupa Cupelor în sezonul 1979–80 după loviturile de departajare. Cel mai mare succes  din această perioadă a fost câștigarea Cupei Angliei din anul 1979, cu o victorie în ultimele minute în fața clubului Manchester United, meci care a rămas în istoria clubului.

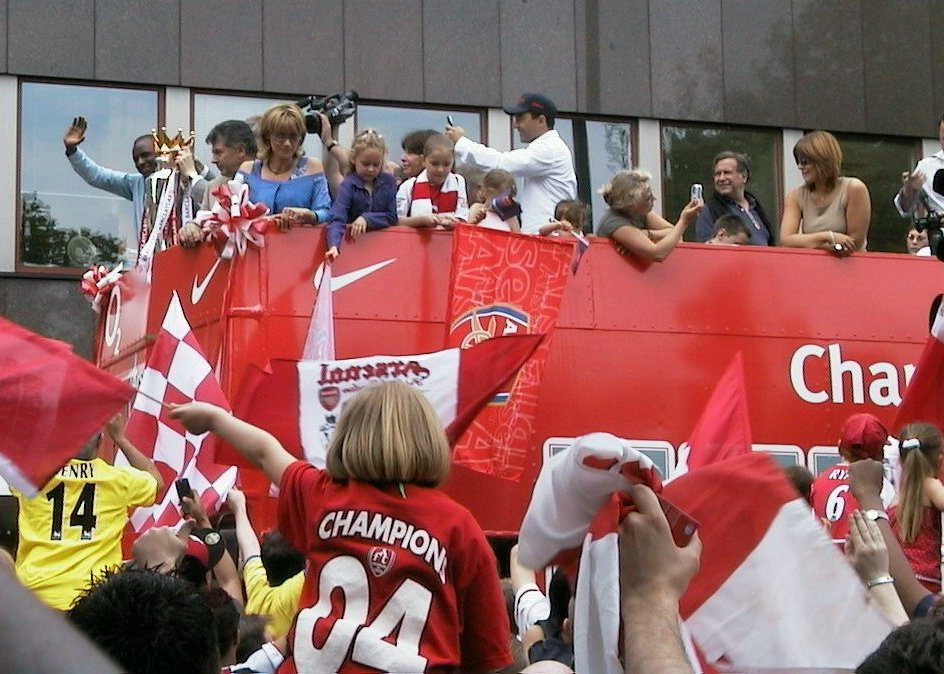
Jucătorii și fanii echipei sărbătoresc câștigarea titlului în anul 2004

Întoarcerea fostului jucător George Graham ca manager din 1986 a adus a treia perioadă de glorie pentru club. Arsenal a câștigat Cupa Ligii în sezonul 1986-87, primul sezon ca manager a lui Graham. Acesteia i-a urmat titlul în sezonul 1988-89, titlu câștigat cu un gol în ultimul minut înscris împotriva lui Liverpool, echipă cu care se aflau în luptă directă. Arsenalul lui Graham a mai câștigat o dată titlul în anul 1991, an în care a pierdut doar un meci, în sezonul 1990-91 a câștigat atât Cupa Angliei cât și Cupa Ligii iar în anul 1993 a triumfat în finala Cupei Cupelor Europene. Cu toate acestea, reputația lui Graham a fost știrbită atunci când s-a scos la iveală faptul că a achiziționat anumiți jucători la cererea agentului Rune Hauge, acesta fiind concediat în anul 1995. Înlocuitorul său, Bruce Rioch, a rezistat numai un sezon, acesta plecând după o dispută cu conducerea clubului.
Succesul clubului de la sfârșitul anilor '90 și anii 2000 este datorat mai ales numirii lui Arsène Wenger ca manager în anul 1996. Wenger a venit cu tactici noi, un nou regim de antrenamente și jucători străini care au completat lotul. Arsenal a câștigat ambele cupe în 1998 și 2000. În plus, clubul a ajuns în finala Cupei UEFA în sezonul 1999-00 (unde a fost învinsă de către Galatasaray după lovituri de departajare), a câștigat Cupa Angliei în sezoanele  2002-03 și 2004-05 și titlul de campioană în sezonul 2003-04 fără a pierde vreun meci, fapt ce le-a dat porecla de „Invincibilii”.
Arsenal a terminat campionatul pe una din primele două poziții în opt din cele 11 sezoane în care a fost manageriată de Wenger. Este totodată una dintre echipele care a câștigat Premier League, de la formarea acesteia, în anul 1993.
În sezonul 2009–2010, echipa londoneză a jucat în grupa H a Ligii Campionilor UEFA alături de echipele Olympiacos Pireu, Standard Liège și AZ Alkmaar, acumulând 13 puncte și câștigând primul loc.

## Pozițiile finale ale clubului în campionatul intern

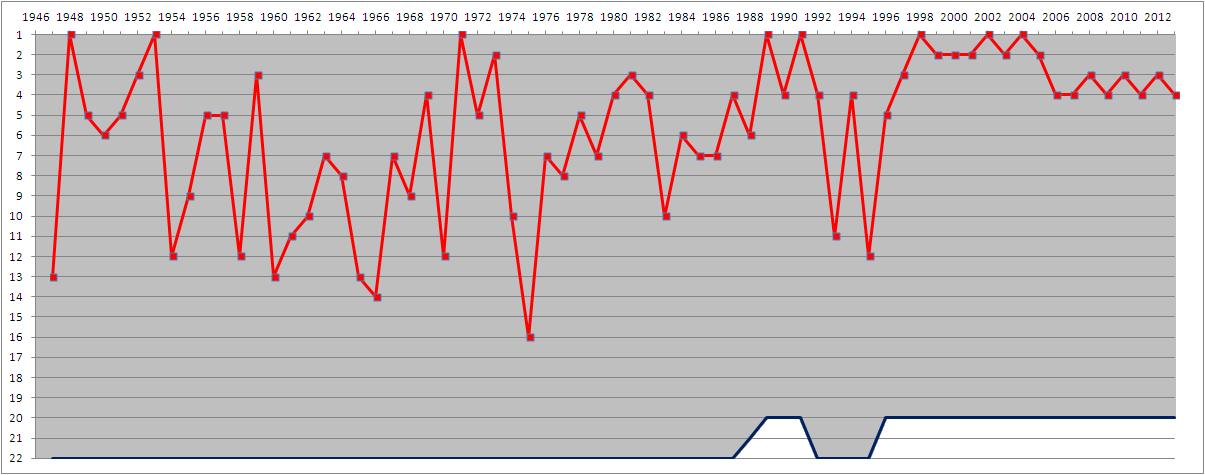
Clasările lui Arsenal începând cu 1947 (cu roșu). Numărul echipelor din campionat e indicat cu albastru în partea de jos.

## Istoric denumiri
- 1886 - Dial Square
- 1886 - Royal Arsenal
- 1893 - Woolwich Arsenal
- 1914 - The Arsenal
- 1919 - Arsenal

## Palmares
| Competiții naționale | Competiții internaționale |
| - Premier League (13) : - Campioni : 1931, 1933, 1934, 1935, 1938, 1948, 1953, 1971, 1989, 1991, 1998, 2002, 2004 - Cupa Angliei (14) : - Câștigători : 1930, 1936, 1950, 1971, 1979, 1993, 1998, 2002, 2003, 2005, 2014, 2015, 2017, 2020. - Cupa Ligii (2) : - Câștigători : 1987, 1993 - Supercupa Angliei (17) : - Câștigători : 1930, 1931, 1933, 1934, 1938, 1948, 1953, 1991, 1998, 1999, 2002, 2004, 2014, 2015, 2017, 2020, 2023 | - Liga Campionilor : - Finalistă (1) - 2006 - UEFA Europa League : - Finalistă (1) - 2019 - Cupa Cupelor UEFA : - Câștigători (1) - 1994 - Cupa Orașelor Târguri : - Câștigători (1) - 1970 |

### Național
- Premier League[11] (13): 1930–31, 1932–33, 1933–34, 1934–35, 1937–38, 1947–48, 1952–53, 1970–71, 1988–89, 1990–91, 1997–98, 2001–02, 2003–04
- Cupa Angliei[11] (13): 1930, 1936, 1950, 1971, 1979, 1993, 1998, 2002, 2003, 2005, 2014, 2015, 2017, 2020
- Cupa Ligii Angliei[11] (2): 1987, 1993
- FA Community Shield[12] (17): 1930, 1931, 1933, 1934, 1938, 1948, 1953, 1991 (shared), 1998, 1999, 2002, 2004, 2014, 2015, 2017, 2020, 2023

### European
- Cupa Cupelor UEFA[11] (1): 1993–94
- Cupa Orașelor Târguri[11] (1): 1969–70
- UEFA Champions League

Finalistă (1): 2005-06

## Cele mai scumpe transferuri

### Achiziții
1. Declan Rice de la West Ham United pentru 116.600.000 €
2. Nicolas Pépé de la Lille pentru 80.000.000 €
3. Kai Havertz de la Chelsea pentru 75.000.000 €
4. Martín Zubimendi de la Real Sociedad pentru 70.000.000 €
5. Viktor Gyökeres de la Sporting CP pentru 65.800.000 €
6. Pierre-Emerick Aubameyang de la Borussia Dortmund pentru 63.750.000 €

### Vânzări
1. Alex Oxlade-Chamberlain la Liverpool FC pentru 38.000.000 €
2. Nicolas Anelka la Real Madrid CF pentru 35.000.000 €
3. Alexis Sánchez la Manchester United pentru 34.000.000 €
4. Cesc Fàbregas la FC Barcelona pentru 34.000.000 €
5. Emile Smith Rowe la Fulham FC pentru 31.800.000 €

## Stema

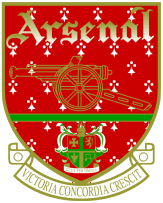
Stema clubului din perioada 1949-2002

Prima stemă a clubului a fost prezentată în anul 1888 având trei tunuri văzute de sus, îndreptate către nord, similare celor de pe stema zonei metropolitane Woolwich. Acestea pot fi confundate cu niste coșuri de fum însă prezența unor capete de lei ciopliți și a unor forme specifice tunurilor indicau faptul că este doar o confuzie. S-a renunțat la această stemă odată cu mutarea echipei în Highbury din 1913, iar în 1921, clubul a adoptat prima sa stemă cu un singur tun și cu porecla clubului, The Gunners, scrisă alături de el. Această stemă a rezistat numai până în anul 1925, atunci când tunul a fost îndreptat cu direcția spre vest. În 1949, clubul a prezentat o stema modernizată, prevăzută cu același stil de tun, cu numele clubului scris în caractere gotice deasupra tunului, și un sul de hârtie pe care era scris noul motto latin al clubului, Victoria Concordia Crescit (română Victoria vine din armonie). Pentru prima dată de la crearea stemei, s-au folosit culori, care au variat de-a lungul timpului, păstrându-se până la urmă roșu, galben și verde.

Prima stemă a clubului

Din cauza numeroaselor schimbări, Arsenal nu a putut avea drepturile exclusive de autor asupra ei; cu toate acestea, stema a fost înregistrată ca marcă de către club, iar aceasta a putut să lupte (și până la urmă să câștige) o bătălie legală cu unii comercianți locali care vindeau produse Arsenal. În 2002 a fost introdusă noua stemă, prevăzută cu linii curbe mai moderne și cu un stil mai simplificat. Din nou, tunul este îndreptat spre est iar numele clubului este scris cu caractere sans-serif, deasupra tunului. Verdele a fost înlocuit cu albastru închis. Noua stemă a fost primită cu critici din partea unor suporteri; Asociația Suporterilor a acuzat clubul de faptul că a ignorat istoria și tradițiile lui Arsenal, prin adoptarea acestei steme atât de moderne și că fanii nu au fost consultați în această privință.

## Lotul de jucători
La 26 iulie 2025.
| Nr. |               | Poziție | Jucător                   |
| --- | ------------- | ------- | ------------------------- |
| 1   | Spania        | P       | David Raya                |
| 2   | Franța        | F       | William Saliba            |
| 3   | Spania        | F       | Cristhian Mosquera        |
| 4   | Anglia        | F       | Ben White                 |
| 6   | Brazilia      | F       | Gabriel Magalhães         |
| 7   | Anglia        | A       | Bukayo Saka               |
| 8   | Norvegia      | M       | Martin Ødegaard (căpitan) |
| 9   | Brazilia      | A       | Gabriel Jesus             |
| 11  | Brazilia      | A       | Gabriel Martinelli        |
| 12  | Țările de Jos | F       | Jurriën Timber            |
| 13  | Spania        | P       | Kepa Arrizabalaga         |
| 14  | Suedia        | A       | Viktor Gyökeres           |
| 15  | Polonia       | F       | Jakub Kiwior              |
| 16  | Danemarca     | M       | Christian Nørgaard        |

| Nr. |            | Poziție | Jucător              |
| --- | ---------- | ------- | -------------------- |
| 17  | Ucraina    | F       | Oleksandr Zinchenko  |
| 19  | Belgia     | A       | Leandro Trossard     |
| 20  | Anglia     | A       | Noni Madueke         |
| 21  | Portugalia | M       | Fábio Vieira         |
| 22  | Anglia     | A       | Ethan Nwaneri        |
| 23  | Spania     | M       | Mikel Merino         |
| 24  | Anglia     | A       | Reiss Nelson         |
| 28  | Belgia     | M       | Albert Sambi Lokonga |
| 29  | Germania   | A       | Kai Havertz          |
| 31  | Estonia    | P       | Karl Hein            |
| 33  | Italia     | F       | Riccardo Calafiori   |
| 36  | Spania     | M       | Martín Zubimendi     |
| 41  | Anglia     | M       | Declan Rice          |
| 49  | Anglia     | F       | Myles Lewis-Skelly   |

### Împrumutați
| Nr. |  | Poziție | Jucător |
| --- |  | ------- | ------- |

| Nr. |  | Poziție | Jucător |
| --- |  | ------- | ------- |

## Culori
În mare parte din istoria clubului, echipamentele folosite pentru meciurile de pe teren propriu conțineau tricouri de culoare roșie cu dungi albe, și șorturi complet albe. Alegerea culorilor s-a făcut ca recunoștință pentru o donație caritabilă primită de Arsenal de la Nottingham Forest, imediat după fondarea clubului din anul 1886. Doi dintre fondatorii clubului, Fred Beardsley și Morris Bates erau foști jucători ai echipei din Nottingham care s-au mutat în Londra pentru a-și căuta un loc de muncă. Din cauza faptului că era primul club din zona Woolwich și nu se găseau echipamente de joc, Beardsley și Bates au cerut ajutor clubului din Nottingham și au primit un set de echipamente și o minge.
În anul 1933, Herbert Chapman a schimbat echipamentul adăugând mai multe dungi și schimbând roșul existent cu o nuanță mai deschisă. Originea dungilor albe este necunosută însă există două ipoteze; Chapman s-ar fi inspirat de la un suporter din tribune care purta un pulover roșu peste un tricou alb; altă ipoteză susține că a fost inspirată de desenatorul Tom Webster, cu care Chapman juca golf. Chiar dacă nu se știe exact care variantă este adevărată, echipamentele cu culorile roșu și alb au definit clubul Arsenal, iar echipa a purtat această combinație de culori de atunci, cu două excepții. Prima a fost în sezonul 1966-67, când Arsenal a jucat într-un echipament roșu complet; acest lucru nu a fost văzut cu ochi buni de suporteri, sezonul următor revenindu-se la varianta cu dungi albe. A doua excepție a fost în sezonul 2005-06, ultimul sezon în care Arsenal a evoluat pe Highbury, atunci când echipa a purtat echipamente comemorative, similare cu cele purtate în 1913, anul în care echipa a evoluat pentru prima dată pe acest stadion. Clubul s-a întors la echipamentele tradiționale la începutul sezonului 2006-07.
Culorile echipamentelor purtate pe teren propriu de Arsenal au fost o inspirație pentru cel puțin trei alte cluburi . În 1909, AC Sparta Praga a adoptat echipamentele de culoare roșie similare cu cele purtate la acea vreme de Arsenal; în 1938, Hibernian a adăugat dungile albe peste echipamentele verzi pe care aceștia le aveau.  În anii 1930, antrenorul echipei portugheze Sporting Clube de Braga
a schimbat echipamentele echipei după modelul celor de la Arsenal, după ce a asistat la un meci pe Highbury, porecla clubului devenind în acel moment Os Arsenalistas. Echipele menționate folosesc aceste culori și astăzi.
Culorile de deplasare a clubului sunt în mod tradițional galben și albastru, cu toate că în perioada 1982 - 1984, au fost folosite culorile verde și navy. În anii 1990 culorile de deplasare au variat, schimbându-se de la albastre, verzi, galbene sau aurii, ca cele folosite în sezonul 2001-2002, la galbene cu gri, ca cele folosite în sezonul 2005-06. Din sezonul 2006-07 până în sezonul 2009-10, echipamentele folosite în deplasare sunt compuse din tricouri albe cu șorturi roșii.
În sezonul 2010-11,Arsenal va avea acasă același tricou,iar în deplasare un tricou galben.

## Stadion
Emirates este un stadion de fotbal din Londra, Anglia deschis în iulie 2006. Stadionul are o capacitate de 60,355 de locuri,ceea ce-l face al doilea stadion după capacitate din Premier League, după Old Trafford din Manchester. Stadionul a costat 430 milioane de lire sterline.

## Echipa tehnică
| Funcție                              | Nume               |
| ------------------------------------ | ------------------ |
| Antrenor                             | Mikel Arteta       |
| Antrenori asistenți                  | Albert Stuivenberg |
| Antrenori asistenți                  | Carlos Cuesta      |
| Antrenori asistenți                  | Nicolas Jover      |
| Antrenori asistenți                  | Miguel Molina      |
| Antrenor de portari                  | Iñaki Caña         |
| Managerul Academiei                  | Per Mertesacker    |
| Director operațiuni fotbal           | Richard Garlick    |
| Șef medicină sportivă și performanță | Vacant             |
| Director executiv                    | Vinai Venkatesham  |
| Director sportiv                     | Edu Gaspar         |
| Director Comercial                   | Juliet Slot        |
| Director financiar                   | Stuart Wisely      |
| Director de comunicare               | Kate Laurens       |
| Secretarul clubului                  | Zayna Perkins      |

## Sponsorizare
Parteneri oficiali:Betsson,Carlsberg,Citroen,Ea Sports,Indesit,Lucozade,O2,Thomas Cook Sport.
Conducere parteneri:Emirates, Puma.

## Jucători importanți
- Thierry Henry
- Robin van Persie
- Tony Adams
- Herbert Chapman
- Mesut Ozil
- Sol Campbell